# Sphingonotus insularis
Sphingonotus insularis är en insektsart som först beskrevs av Popov, G.B. 1957.  Sphingonotus insularis ingår i släktet Sphingonotus och familjen gräshoppor. Inga underarter finns listade i Catalogue of Life.